# 新・河原町東入ル
『新・河原町東入ル』（しん・かわらまちひがしいる）は1977年4月7日-1977年9月29日まで関西テレビ制作の阪急ドラマシリーズ枠で放送されたで放映されたTVドラマである。全26話。

## 概要
『河原町東入ル』の続編だが、内容を大幅に変更して1話完結式にし、主人公も女性から男性に変更し、前回のブティックから建築会社に舞台を移している。登場人物も関連性はないが、夏夕介が前回に引き続きレギュラーに続投。

## 内容
もう何年もカミさんの居ない生活が続いている建築家の佐久良（関口）は、友人（夏）と立ち上げた会社が軌道に乗った頃、再婚相手の候補になりそうな女性たちが現れるものの、良いところまで行きかけるがなかなか上手くいかない…。

## スタッフ
- プロデューサー：南光二、内海佑治
- 製作主任：橘勝彦
- 監督：三浦紘、高野昭二
- 脚本：土井行夫、田代淳二
- 主題歌：堀智子「兄貴をよろしく」

## キャスト
- 佐久良一馬：関口宏
- 岡田茉莉子
- 大吉：夏夕介
- ミキ：山田はるみ
- 笑子：加賀まりこ
- 育かつみ
- 三代まさる
- 吉川佳代子
- 京之介：藤川勝也
- 田所夫人：山口朱美
- 吉村：佐野守
- 黒川：永野達雄
- 兼子松吉（工務店）：波田久夫
- 綾子：原良子

ゲスト
- 木原光知子（第5話、第6話）
- ジャネット八田（第7話、第8話）
- 由美かおる（第9話、第10話）
- 由紀：浦路夏子（第11話、第12話）
- 真木洋子（第13話、第14話）
- かつら：真理アンヌ（第15話、第16話）
- 香：佐野厚子（第17話、第18話）
- 夏子：志穂美悦子（第19話、第20話）
- さやか：岩井友見（第21話、第22話）
- 甲にしき（第23話、第24話）
- 佐藤オリエ（第25話、第26話）
- 上月左知子
- 山本稔
- 筒井浩二
- 鰐石鈴子

## サブタイトル
1. 1977年4月7日 「とびこんだ女秘書」
2. 1977年4月14日 「とび出した女秘書」
3. 1977年4月21日 「消えた所長」
4. 1977年4月28日 「甦えった所長」
5. 1977年5月5日 「ケメコの恋人」
6. 1977年5月12日 「ケメコはどこへ」
7. 1977年5月19日 「手のひらに紅のあと」
8. 1977年5月26日 「くちびるに紅のあと」
9. 1977年6月2日 「耳かきいっぱいの恋」
10. 1977年6月9日 「耳かきいっぱいの夢」
11. 1977年6月16日 「木曜日は私に」
12. 1977年6月23日 「木曜日はあなたに」
13. 1977年6月30日 「星をつかむ女」
14. 1977年7月7日 「星に消えた女」
15. 1977年7月14日 「獅子座の女」
16. 1977年7月21日 「乙女座の男」
17. 1977年7月28日 「喪服の下に何かある」
18. 1977年8月4日 「喪服の下にあったものは」
19. 1977年8月11日 「めぐりあったか百年目」
20. 1977年8月18日 「めぐりあったわ十年目」
21. 1977年8月25日 「見知らぬ恋人」
22. 1977年9月1日 「振り向いた恋人」
23. 1977年9月8日 「女はパリの匂い」
24. 1977年9月15日 「男は味噌汁の匂い」
25. 1977年9月22日 「あたしのお好み焼き」
26. 1977年9月29日 「あなたのお好み焼き」

| 関西テレビ 阪急ドラマシリーズ | 関西テレビ 阪急ドラマシリーズ | 関西テレビ 阪急ドラマシリーズ |
| 前番組                        | 番組名                        | 次番組                        |
| ----------------------------- | ----------------------------- | ----------------------------- |
| 河原町東入ル                  | 新・河原町東入ル              | どうなってるの!?              |